# Jan Schaefer
Johannes Lodewijk Nicolaas (Jan) Schaefer (Amsterdam, 16 maart 1940 – aldaar, 30 januari 1994) was een Nederlands politicus voor de PvdA.

## Biografie
Schaefer was, voordat hij in de politiek ging, banketbakker, opgeleid aan de Bisschoppelijke Nijverheidsschool (BNS) in Voorhout. Hij was eerst lid van de CPN. Als buurtactivist in de jaren zestig droeg hij bij aan het verhinderen van grootschalige sloop in de Amsterdamse wijk De Pijp, die de bouw van kantoren, luxe appartementen en de aanleg van een brede boulevard in de Ferdinand Bolstraat mogelijk moest maken.
Eind jaren 60 vond Schaefer de PvdA aanvankelijk te behoudend, maar de Nieuw Links beweging in de partijtop deed hem toch overstappen. Hij zat vanaf 1971 tot 1973 voor de PvdA in de Tweede Kamer en was daarna van 1973 tot 1977 staatssecretaris van stadsvernieuwing op het ministerie van Volkshuisvesting en Ruimtelijke Ordening in het Kabinet-Den Uyl. Tijdens zijn bewind gaf hij een grote stimulans aan zijn portefeuille. Hierna was hij wederom een jaar Tweede Kamerlid.
Schaefer was bij de gemeenteraadsverkiezingen in Amsterdam van 1978 en 1982 lijsttrekker voor zijn partij en van 1978 tot 1986 wethouder, nu met als portefeuille: woningzaken, stadsvernieuwing, bouw- en woningtoezicht en grondbedrijf. Hij werd van 1986 tot 1990 voor de derde keer Tweede Kamerlid. Echter, in de Haagse PvdA fractie waaide inmiddels een heel andere wind - 'overleg, geen strijd' - en Schaefer moest zich vooral op het midden- en kleinbedrijf toeleggen. Zijn gezondheid ging serieus achteruit (vooral diabetes 2) en noopte hem om medische redenen de Kamer te verlaten.
Hij sloeg in 1980 de eerste paal voor de herbouw van het Noord-Zuid Hollandsch Koffiehuis voor het Centraal Station in Amsterdam.
Hij was in de periode 1990-1992 voorzitter van de Interbestuurlijke Projectgroep Sociale Vernieuwing en vanaf 1992 ook lid van de lokale Amsterdamse partij 'Gemeente-Partij'. Terwijl hij in januari 1994 na een hartaanval in het ziekenhuis lag, ontwikkelde hij nog een banenplan voor Amsterdam. Hij overleed op 30 januari 1994, de dag dat hij uit het ziekenhuis werd ontslagen, op 53-jarige leeftijd.
Schaefer was een politicus die zich weinig aantrok van de heersende mores. Zo ging hij meestal in een spijkerpak gekleed en had hij dikwijls geen stropdas om. Verder was hij een voorstander van helder taalgebruik in de politiek en in de ambtenarij.
De Jan Schaeferbrug in Amsterdam is naar Schaefer genoemd, die het westelijke gedeelte van het Java-eiland verbindt met de Oostelijke Handelskade. Gein3dorp in Amsterdam-Zuidoost ontstond door zijn inzet en daar is het Jan Schaeferpad eindigend in recreatiegebied De Hoge Dijk naar hem genoemd. Dordrecht kent een Jan Schaeferhof. Jan Schaefer is begraven op begraafplaats Zorgvlied in Amsterdam. Hij is op 5 februari 2012 geportretteerd in het televisieprogramma Andere Tijden.

## Uitspraken
In gelul kan je niet wonen.
— Jan Schaefer

Een bekende uitspraak van Schaefer is: "Is dit beleid of is hierover nagedacht?"
Een andere bekende uitspraak van hem is: "In gelul kan je niet wonen." Het werd op zijn verkiezingsaffiche voor de gemeenteraad in 1978 vervangen door "in geouwehoer kun je niet wonen." Schaefer heeft, in tegenstelling tot het verhaal dat rondgaat, deze uitspraak overigens nooit in de Tweede Kamer gedaan. Maar daarbuiten wel, onder meer voor camera's van de NOS.

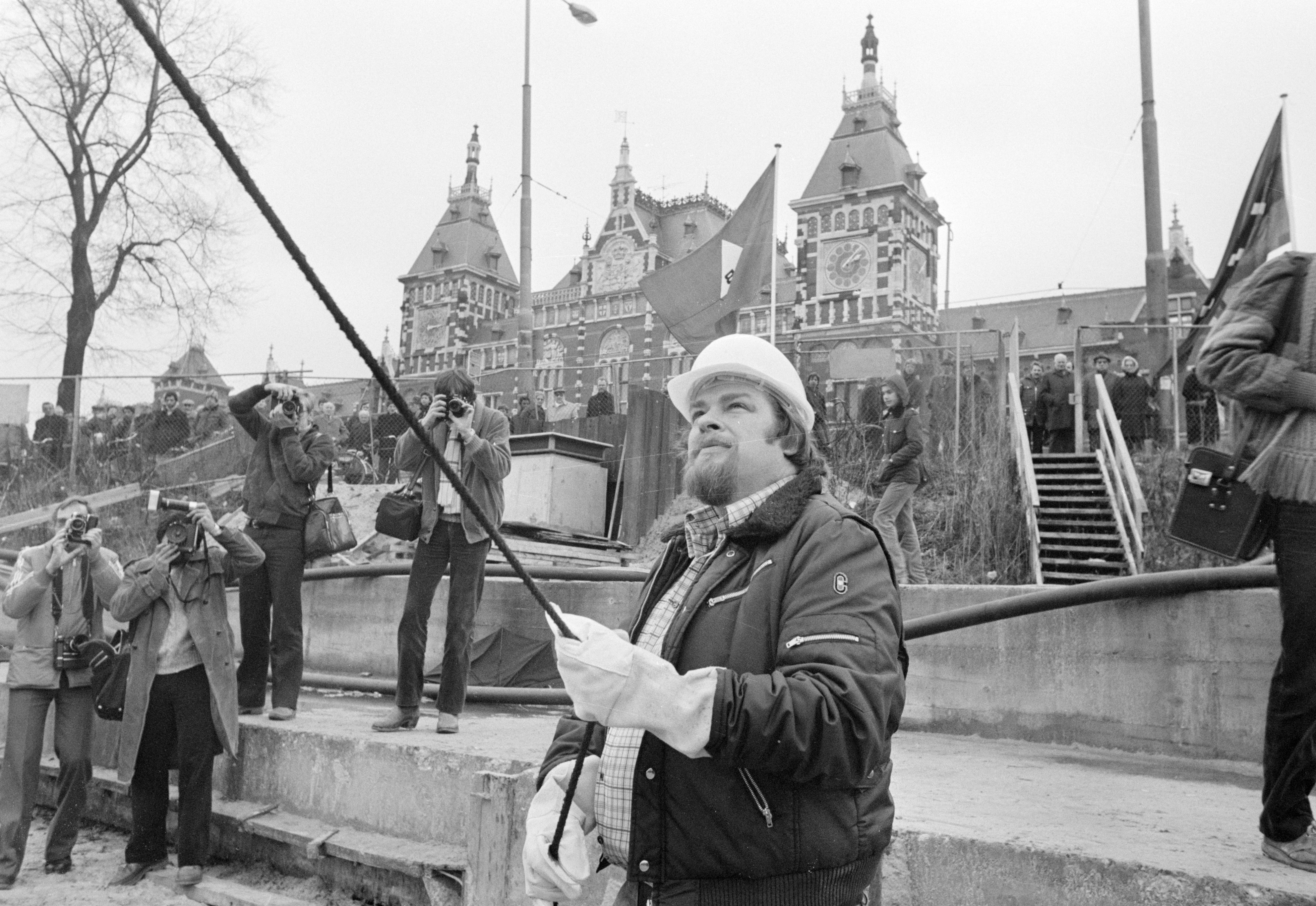
eerste paal voor de herbouw van het Noord-Zuid Hollandsch Koffiehuis
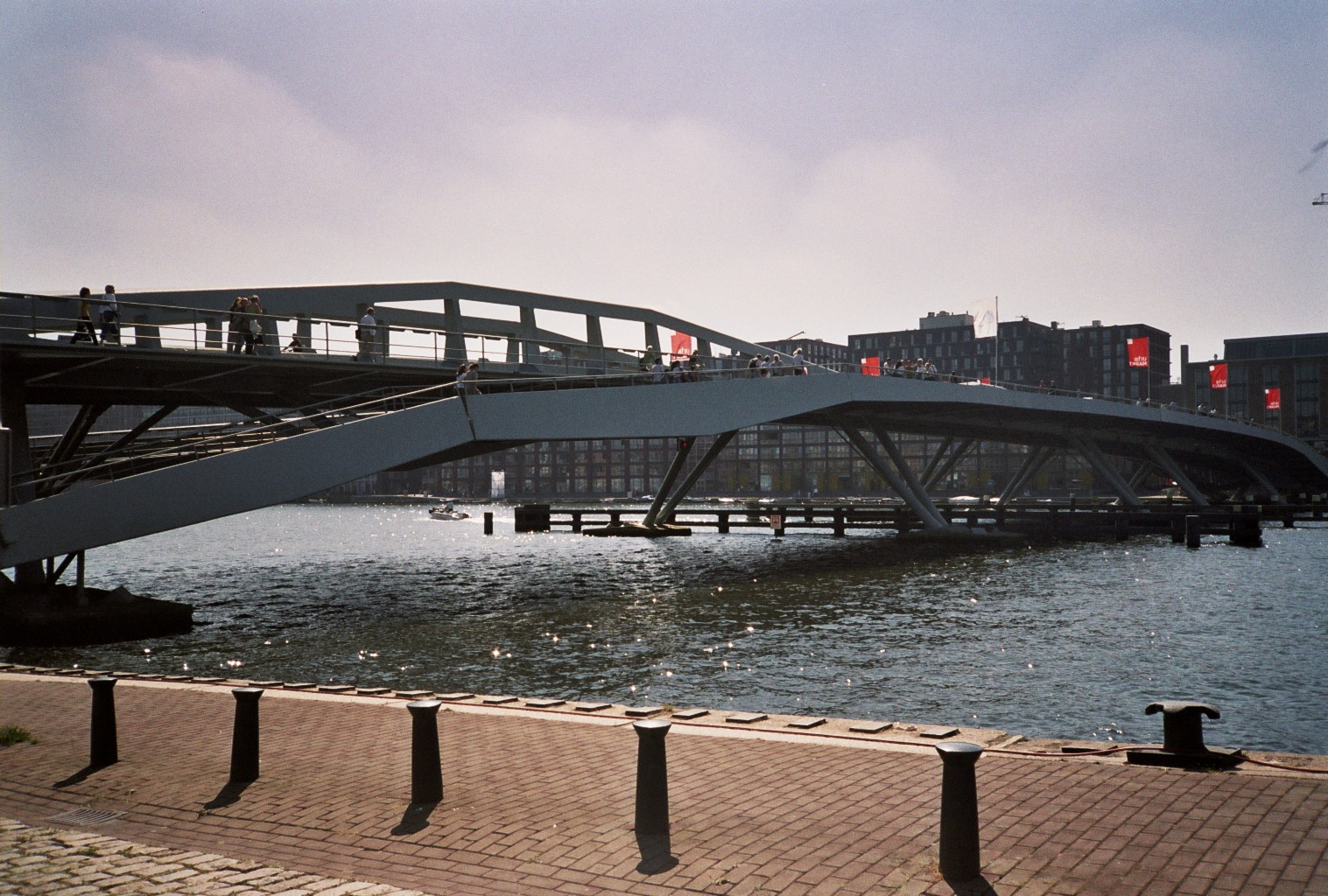
Jan Schaeferbrug
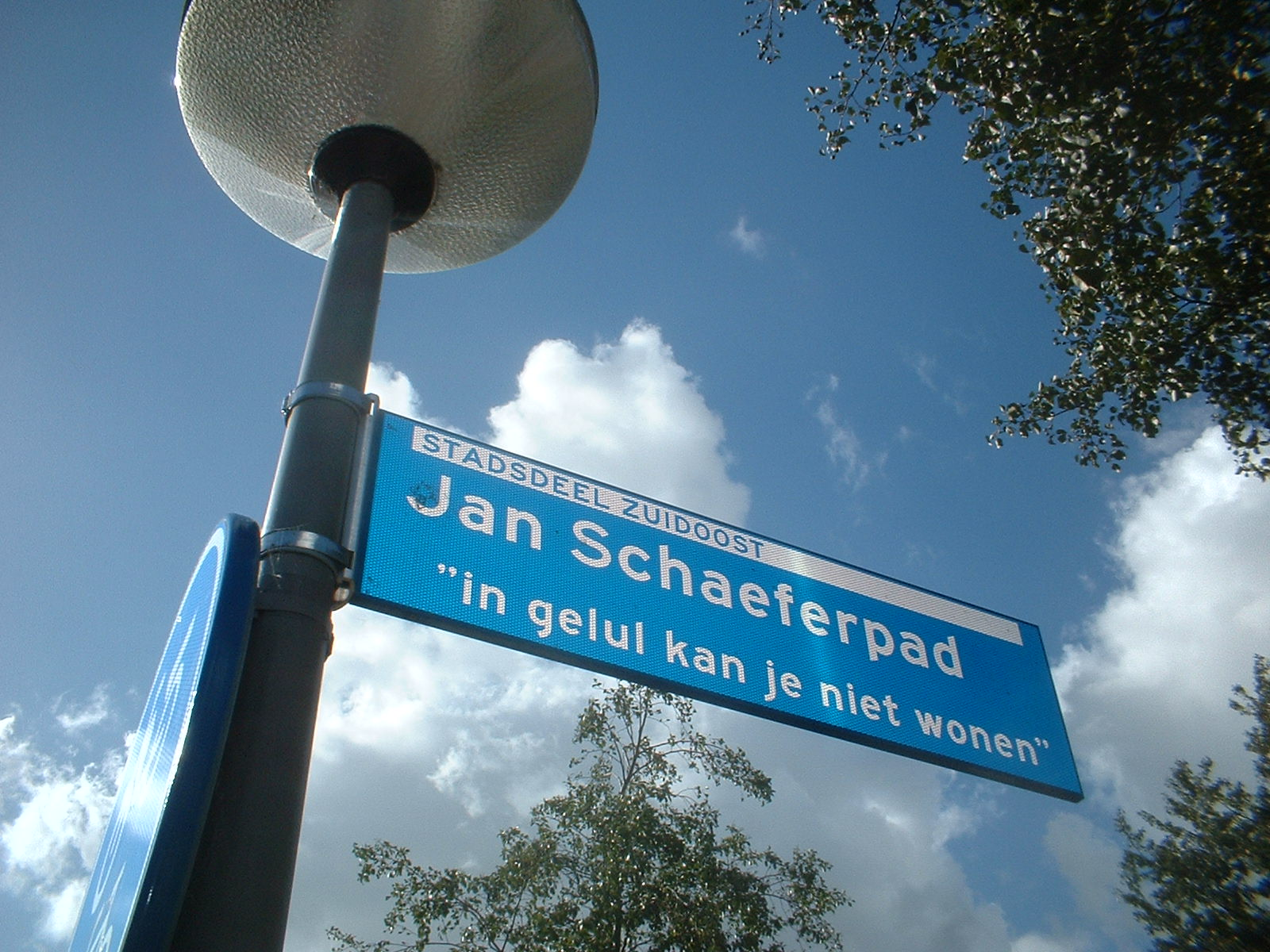
Jan Schaeferpad in Amsterdam-Zuidoost

## Voetnoten
1. ↑  Deze school veranderde in 1976 van naam: de Katholieke Technische School.
2. ↑  Parlement.com. J.L.N. (Jan) Schaefer. Gearchiveerd op 28 juli 2023.
3. ↑  Schaefer, Johannes Lodewijk Nicolaas (1940-1994), Resources Huygens. Gearchiveerd op 14 november 2022.
4. 1 2  Gein3dorp. Gearchiveerd op 26 juni 2023.
5. ↑  YouTube. Jan Schaefer - Geen Haags geleuter - Andere Tijden (2012). Gearchiveerd op 4 april 2023.
6. ↑  Jan Schaefer. Gearchiveerd op 19 april 2023.
7. ↑  NRC Handelsblad. "In gelul kun je niet wonen" is geschrapt uit Handelingen van de Tweede Kamer, 20 september 2018. Gearchiveerd op 7 april 2022.

- Biografisch Portaal: 27070210
- Gemeinsame Normdatei: 1131103777
- International Standard Name Identifier: 0000 0000 2333 0150
- Library of Congress Control Number: n81128979
- Nederlandse Thesaurus van Auteursnamen: 068886640
- Parlement.com: vg09llg9q6zr
- Virtual International Authority File: 55479136
- WorldCat: E39PBJtRGPjvjvc33QFKKbkFKd